# 川原 (台湾演员)
川原（英語：Chuan Yuan)，本名康嘉，是一位台灣电影演員、策划。

## 生平
艺名“川原”，二人的母亲是荷兰人。弟弟是董力，原本是拳击手，最初二人在台湾出演一些影视作品，之后二人一起到了香港并开始出演多部香港影视作品。
他在邵氏公司出演的第一个作品是吴家骧执导的电影《桃李春風》，他因为在该作中的出色的表演而获得赞誉。
同时，他对闽南语、日语普通话都比较熟练。并且饰演的角色也多种多样，其在《霹雳拳》、《大内高手》担任主演。
其弟在1981离开影坛，之后他也在1995拍摄完《慾火狂蜜》息影。

## 外部連結
- 川原在互联网电影资料库（IMDb）上的資料（英文）
- 川原在香港影庫上的簡介
- 川原在豆瓣上的资料（简体中文）